# Serie A1 2019-2020 (pallanuoto femminile)
La Serie A1 2019-2020 è stata la 36ª edizione della massima serie del campionato italiano femminile di pallanuoto. La regular season è iniziata il 5 ottobre 2019 ed avrebbe dovuto concludersi il 2 maggio 2020 (con le Final Six Scudetto). Il campionato, a causa della pandemia di COVID-19 che ha colpito l'Italia è stato prima temporaneamente sospeso nel mese di febbraio e poi definitivamente interrotto nel mese di maggio. La Federazione Italiana Nuoto ha stabilito di non attribuire il titolo di campione d'Italia e di bloccare retrocessioni e promozioni.
Le squadre neopromosse sono: le debuttanti Pallanuoto Trieste e Vela Ancona.

## Squadre partecipanti
| Club              | Città          | Piscina                            | Stagione 2018-2019                                  |
| ----------------- | -------------- | ---------------------------------- | --------------------------------------------------- |
| Bogliasco         | Bogliasco (GE) | Stadio del Nuoto "Gianni Vassallo" | 8ª in Serie A1                                      |
| C.S.S. Verona     | Verona         | Piscina Comunale Monte Bianco      | 7ª in Serie A1                                      |
| Florentia         | Firenze        | Piscina Goffredo Nannini           | 6ª in Serie A1                                      |
| NC Milano         | Milano         | Piscina "Faustina Lodi" (Lodi)     | 5ª in Serie A1                                      |
| Orizzonte CT      | Catania        | Piscina di Nesima                  | 1ª in Serie A1; campione d'Italia in carica         |
| Plebiscito Padova | Padova         | Centro Sportivo del Plebiscito     | 3ª in Serie A1                                      |
| Rapallo           | Rapallo (GE)   | Piscina Comunale                   | 4ª in Serie A1                                      |
| SIS Roma          | Roma           | Polo Natatorio (Ostia)             | 2ª in Serie A1; vincitrice della Coppa Italia       |
| Trieste           | Trieste        | Polo Natatorio "Bruno Bianchi"     | 1ª nel girone Nord di Serie A2; vincitrice play-off |
| Vela Ancona       | Ancona         | Piscina del Passetto               | 1ª nel girone Sud di Serie A2; vincitrice play-off  |

## Allenatori
| Club              | Allenatore        |
| ----------------- | ----------------- |
| Bogliasco         | Mario Sinatra     |
| C.S.S. Verona     | Giovanni Zaccaria |
| Florentia         | Aleksandra Cotti  |
| NC Milano         | Leonardo Binchi   |
| Orizzonte CT      | Martina Miceli    |
| Plebiscito Padova | Stefano Posterivo |
| Rapallo           | Luca Antonucci    |
| SIS Roma          | Marco Capanna     |
| Trieste           | Ilaria Colautti   |
| Vela Ancona       | Milko Pace        |

## Regular season

### Classifica
|  | Pos. | Squadra           | Pt | G  | V  | N | P  | GF  | GS  | DR  |
|  | ---- | ----------------- | -- | -- | -- | - | -- | --- | --- | --- |
|  | 1.   | Orizzonte CT      | 30 | 10 | 10 | 0 | 0  | 144 | 69  | +75 |
|  | 2.   | Plebiscito Padova | 27 | 10 | 9  | 0 | 1  | 150 | 60  | +90 |
|  | 3.   | SIS Roma          | 21 | 10 | 7  | 0 | 3  | 134 | 72  | +62 |
|  | 4.   | NC Milano         | 18 | 10 | 6  | 0 | 4  | 127 | 133 | -6  |
|  | 5.   | C.S.S. Verona     | 18 | 10 | 6  | 0 | 4  | 90  | 97  | -7  |
|  | 6.   | Rapallo           | 15 | 10 | 5  | 0 | 5  | 131 | 102 | +29 |
|  | 7.   | Florentia         | 12 | 10 | 4  | 0 | 6  | 83  | 113 | -30 |
|  | 8.   | Bogliasco         | 6  | 10 | 2  | 0 | 8  | 64  | 128 | -64 |
|  | 9.   | Trieste           | 3  | 10 | 1  | 0 | 9  | 81  | 151 | -70 |
|  | 10.  | Vela Ancona       | 0  | 10 | 0  | 0 | 10 | 65  | 144 | -79 |

### Calendario e risultati
| 05-10-19 | 1ª giornata             | 04/08-02-20 |
| 11-7     | Orizzonte - NC Milano   | 22-10       |
| 17-8     | SIS Roma - Trieste      | 17-5        |
| 7-11     | Bogliasco - Verona      | 7-12        |
| 5-7      | Vela Ancona - Florentia | 8-11        |
| 13-10    | Plebiscito - Rapallo    | 16-5        |

| 23/26-10-19 | 4ª giornata            | 04-04-20 |
| 12-13       | Trieste - NC Milano    | -        |
| 5-14        | Vela Ancona - SIS Roma | -        |
| 7-10        | Florentia - Orizzonte  | -        |
| 2-10        | Verona - Plebiscito    | -        |
| 15-5        | Rapallo - Bogliasco    | -        |

| 16-11-19 | 7ª giornata             | 18-04-20 |
| 9-7      | Orizzonte - SIS Roma    | -        |
| 12-13    | Trieste - Florentia     | -        |
| 5-15     | Bogliasco - Plebiscito  | -        |
| 20-14    | NC Milano - Vela Ancona | -        |
| 12-13    | Rapallo - Verona        | -        |

| 09/12/17-10-19 | 2ª giornata            | 21-03-20 |
| 10-15          | Trieste - Orizzonte    | -        |
| 4-16           | Florentia - Plebiscito | -        |
| 10-3           | Verona - Vela Ancona   | -        |
| 15-9           | NC Milano - Bogliasco  | -        |
| 10-11          | Rapallo - SIS Roma     | -        |

| 02/06-11-19 | 5ª giornata             | 08-04-20 |
| 21-1        | Orizzonte - Vela Ancona | -        |
| 6-7         | SIS Roma - Plebiscito   | -        |
| 11-13       | Trieste - Verona        | -        |
| 8-9         | Bogliasco - Florentia   | -        |
| 11-12       | NC Milano - Rapallo     | -        |

| 23-11-19 | 8ª giornata            | 14-03-20 |
| 16-5     | Orizzonte - Verona     | -        |
| 19-1     | SIS Roma - Bogliasco   | -        |
| 8-9      | Vela Ancona - Trieste  | -        |
| 8-17     | Florentia - Rapallo    | -        |
| 16-10    | Plebiscito - NC Milano | -        |

| 19-10-19 | 3ª giornata              | 28-03-20 |
| 12-8     | Orizzonte - Rapallo      | -        |
| 12-8     | SIS Roma - Florentia     | -        |
| 7-5      | Bogliasco - Trieste      | -        |
| 11-10    | NC Milano - Verona       | -        |
| 21-5     | Plebiscito - Vela Ancona | -        |

| 09-11-19 | 6ª giornata             | 11-04-20 |
| 9-10     | Vela Ancona - Bogliasco | -        |
| 13-14    | Florentia - NC Milano   | -        |
| 3-17     | Verona - SIS Roma       | -        |
| 21-6     | Rapallo - Trieste       | -        |
| 9-10     | Plebiscito - Orizzonte  | -        |

| 01-02-20 | 9ª giornata           | 18-03-20 |
| 3-27     | Trieste - Plebiscito  | -        |
| 5-18     | Bogliasco - Orizzonte | -        |
| 11-3     | Verona - Florentia    | -        |
| 16-14    | NC Milano - SIS Roma  | -        |
| 21-7     | Rapallo - Vela Ancona | -        |

## Verdetti
Non assegnazione del titolo di campione d'Italia a causa della sospensione del campionato a causa della pandemia di COVID-19. Nessuna retrocessione o promozione.